# مدرسة العالية الهندية العالمية
المدرسة العالية العالمية الهندية بالرياض (AAIIS)؛ (بالماليالامية: അല്‍-അലിയ ഇന്റര്‍നാഷണല്‍ ഇന്ത്യന്‍ സ്‌കൂളു)‏، هي مدرسة هندية دولية تعتمد على المنهج التعليمي الهندي في حي الملز، الرياض، المملكة العربية السعودية، وتقوم بتدريس طلبة الجالية الهندية  ومعظمهم من المالاياليين، وبلدان أخرى، يبلغ عدد الطلبة حوالي 2500 طالب وطالبة، أسست المدرسة سنة 2003م بالإضافة إلى تقديم المناهج الهندية المنصوص عليها من قبل المجلس المركزي للتعليم الثانوي، كما أنها عضو في مجلس مدارس سي بي إس إي في الخليج ومعتمدة من قبل وزارة التربية والتعليم، حكومة المملكة العربية السعودية.

## تاريخ
في يناير 2003، أعلن السياسي والتربوي الهندي توماس تشاندي عن إنشاء مدرسة العليا الهندية المركزية في حي العزيزية بالعاصمة خلال مؤتمر صحفي بين الصحفيين في الرياض. اختار شاندي العزيزية حي من أجل التعامل مع الاحتياجات التعليمية المرتفعة من الجالية الهندية في منفوحة والغبيرة الأحياء.  تم افتتاح المدرسة في 3 أبريل 2003 مع 23 مدرسًا و200 طالب وكان الدكتور رام ثاكور مديرها الافتتاحي. في عام 2009، نقلت المدرسة مقرها من العزيزية إلى حرم جديد في حي الملز.
في عام 2012، تصدرت المدرسة العالية العالمية الهندية عناوين الصحف عندما استضافت اجتماعًا للتعزية في مقرها بوفاة السفير الهندي السابق لدى المملكة العربية السعودية حسن فاروق ماريكار. حضر الحدث أكثر من 40 من قادة المنظمات الهندية المختلفة برئاسة مدير المدرسة آنذاك، تقي جون.  في عام 2014، شاركت المدرسة العالية في مؤتمر بيفيز (Peevees) لمحاكاة الأمم المتحدة الذي ترأسه النقيب. وليام رو، العضو المنتدب لأكاديمية الطيران السعودية  وتستضيفها مدرسة الياسمين الدولية في الرياض. في عام 2015، شارك العالية في بطولة لولو كيلي لكرة القدم التي استضافتها مجموعة لولو في استاد الناصرية العاصمة في الرياض  كما واجه مدارس يارا العالمية. في عام 2017، استضافت جمعية الرياض الهندية (RIA) Faber Castell Impressions 2017، والتي شارك فيها 700 طالب من مختلف البلدان، بما في ذلك المدرسة العالية. احتفلت شركة علياء بعيدها السابع عشر في أواخر عام 2019، حيث تمت دعوة راجيش كومار من السفارة الهندية في الرياض كضيف رئيسي.

## الإدارة والأشخاص الرئيسيين
المدرسة العالية الهندية الدولية مملوكة لمحمد حمد عبد الله الحميدي، مدرس كويتي  وتديرها حاليًا لجنة 3 دائمة و8 أعضاء غير دائمين.
| اسم                   | الموقف المتخذ    | فترة      |
| --------------------- | ---------------- | --------- |
| ماري شاندي            | رئيس             | دائم      |
| د. توبي شاندي         | نائب الرئيس      | دائم      |
| تيسي جويل جاكوب       | عضو              | دائم      |
| الدكتور شانو سي توماس | السكرتير والمدير | غير دائمة |
| بريا اومن جوي         | عضو              | غير دائمة |
| حال. جون توماس        | عضو              | غير دائمة |
| اوشا توماس            | عضو              | غير دائمة |
| ضانية ساراث           | عضو              | غير دائمة |
| آشا ساجو سام          | عضو              | غير دائمة |
| لينا فارغيز           | عضو              | غير دائمة |
| لالي الكسندر          | عضو              | غير دائمة |

| المالك              | في المكتب             |
| ------------------- | --------------------- |
| د. رام ديال ثاكور   | 2003 - 2007           |
| رينجيث الكسندر      | 2007-2011             |
| بيوس جون            | 2011 - 2015           |
| د. شانو شاندي توماس | 2015 إلى الوقت الحاضر |

## الشعار والرؤية والرسالة

### شعار
ويستمد شعار المدرسة، «وتحجيم مرتفعات الكبرى لا تزال»، من اسمها جدا، العالِيَة، والتي تُترجم إلى «مرتفع».

### الرؤية والرسالة
ووفقا للموقع الرسمي للمدرسة، فإن الرؤية والرسالة المعلنة للمعهد هي: 